# San Vito dei Normanni
San Vito dei Normanni város (közigazgatásilag comune) Olaszország Puglia régiójában, Brindisi megyében.

## Fekvése
Brindisitől keletre fekszik.

## Története
A település a 10. század végén alakult ki. Valószínűleg a szaracénok elől menekülő szlavóniaiak alapították Castri Sancti Viti néven, védőszentjük Szent Vitus után. Egy másik hipotézis szerint Bohemund, Robert Guiscard fia alapította, aki a területen egy vadászkastélyt építtetett, melynek egyik négyszögletű tornya ma is áll. A középkor során nemesi családok feuduma volt. A település neve 1863-ig San Vito degli Schiavoni volt, ami a szláv eredetre utalt, de ekkor változtatták meg San Vito dei Normannira, Bohemund tiszteletére.

## Népessége
A lakosság számának alakulása:

## Főbb látnivalói
- Santa Maria della Vittoria-bazilika - a lepantói csata (melyben a San Vito lakosai is részt vettek) emlékére emelték 1571-ben.
- San Giovanni Evangelista-templom - 1745-ben épült barokk stílusban.
- Castello Dentice di Frasso - Bohemund várának tornya körül felépült nemesi várkastély